# Brachiaria dura
Brachiaria dura är en gräsart som beskrevs av Otto Stapf. Brachiaria dura ingår i släktet Brachiaria och familjen gräs. Inga underarter finns listade i Catalogue of Life.